# Il carmelo di Echt
Il carmelo di Echt è il terzo album del cantautore italiano Juri Camisasca, pubblicato dalla EMI Italiana nel 1991.

## Tracce
LATO A
Testi e musiche di Juri Camisasca; edizioni musicali EMI Music Publishing Italia.
1. Il carmelo di Echt – 4:28
2. Nuvole bianche – 4:12
3. Revolution now! – 4:56
4. L'urlo degli dei – 4:00
5. Primo motore – 4:26

LATO B
Testi e musiche di Juri Camisasca; edizioni musicali EMI Music Publishing Italia.
1. La nave dell'eterno talismano – 4:42
2. Curva del cielo – 4:31
3. Il viaggio degli umani – 4:00
4. Le acque di Siloe – 4:50 (testo: in greco: Gabriella Cribiori; in italiano: Juri Camisasca)

## Formazione
- Juri Camisasca: voce, cori
- Lucio Bardi: chitarra elettrica, tranne in Revolution Now!
- Michele Ascolese: chitarra elettrica in Revolution Now!
- Lorenzo Natalini: chitarra classica in Il viaggio degli umani
- Paolo Costa: basso, tranne in L'urlo degli dei, Le acque di Siloe e Il viaggio degli umani
- Lele Melotti: batteria, tranne in Il carmelo di Echt e L'urlo degli dei
- Walter Calloni: batteria in Il carmelo di Echt e L'urlo degli dei, percussioni in Curva del cielo
- Silvio Pozzoli: cori
- Massimo Spinosa: arrangiamenti, tastiere, computer, basso in L'urlo degli dei, Le acque di Siloe e Il viaggio degli umani
- Gio' Motta: consulenza sanscrito